# 李达三
李達三，大紫荊勳賢，JP（1920年10月9日—），原名贤铨，宁波鄞县人，香港实业家、酒店业商人，其經常捐助教育機構。

## 生平
早年，李达三的父亲李洪黻（又名李瀛楚）从宁波到上海谋生，从烟纸店伙计做到电料行老板。
李达三从上海澄衷中学毕业进入东吴大学时，正值抗日战争时期，他不愿继续待在日军占领下的上海，于是前往中华民国陪都重庆。李达三被分派到重庆北碚夏坝的复旦大学继续就读会计系，直至1945年毕业。
毕业后，李达三进入其父的东华电料商行。
1949年6月，李达三从上海到香港办业务，并滞留香港。他创办“乐声贸易公司”，专营电器材料批发。
1957年，乐声与日本声宝建立合作关系，声宝更正式委任乐声为独家代理，专责处理声宝产品的销售及售后服务。自此，乐声便成为香港的主要电器进口商之一。乐声亦与声宝携手开发多个合资项目，在新加坡及马来西亚等亚太地区生产及销售声宝产品，以及提供产品的售后服务。
1977年，李达三被委任为太平绅士。
20世纪80年代，李达三发展酒店业务，并担任卡尔顿酒店集团董事会主席 。
1984年，获香港中文大学授予荣誉博土学位；
1987年8月，声宝与乐声各以均等股权合资成立声宝-乐声(香港)有限公司(声宝-乐声)，成为声宝在香港和澳门的独家代理，李达三担任声宝-乐声(香港)有限公司董事会主席。
1994年，任浙江省政协委员。
1995年，获宁波市人大常委会授予的“宁波市荣誉市民”称号。
1995年1月30日，任电视广播有限公司独立非执行董事，直到2009年5月20日退任。
1996年10月19日，中国科学院紫金山天文台于在南京举行典礼，命名的3812号小行星为“李达三星”。
1998年，选为浙江省政协常务委员会委员。
曾连任两届香港九龙无线电联合会会长、香港电器商联合会永远名誉会长、宁波旅港同乡会创会会长及永远名誉会长 。并担任香港浙江同乡联合会会长、香港宁波公学董事会主席、香港宁波第二中学董事会会主席 。

## 慈善事迹
- 捐建香港中文大学“李达三楼”；而在原李達三樓位置重建的新教學樓西翼，李達三亦再捐建，同樣命名李達三樓。
- 捐款捐款325万元人民币建宁波大学教学楼，以“李达三外语楼”命名以纪念。
- 捐款300万元重建上海澄衷中学教学楼。
- 1990年，访问故乡鄞县，见村民缺自来水，捐赠20万元人民币助安装自来水。
- 捐建宁波市残疾人康复中心大楼。
- 捐建宁波东钱湖镇中心中学教学楼。
- 捐款100万元港币予浙江省经济战略和社会发展研究基金会。
- 1993年1月，捐赠500万元人民币予复旦大学，所建教学楼被命名为“李达三楼”[4]。
- 1994年，捐赠100万元人民币予复旦大学，设立管理学院教师培训基金[4]。
- 1998年4月，捐赠200万元港币予浙江大学。浙大兴建了“浙江大学李达三能源科学楼”，同年设立“浙江大学李达三奖学金”[5]。
- 1999年，捐赠100万元人民币予上海市宁波经济建设促进会。
- 捐赠300万港币元予香港大学玛丽医院骨科学院。
- 捐款200万元人民币，支持建造中国近地天体探测望远镜计划。
- 捐款20万元人民币建寧波第二中學。
- 2003年11月，捐赠500万元予复旦大学，兴建光华楼[4]。
- 2004年8月，捐赠350万元人民币予宁波大学，建宁波大学研究生楼。
- 2004年，捐赠440万元人民币予宁波诺丁汉大学。宁波诺丁汉大学图书馆以其命名[6]。
- 2008年，捐赠800万元人民币予复旦大学，用于李達三樓改建[4]。
- 2009年，捐赠600万元人民币予复旦大学，兴建复旦相辉堂[4]。
- 2012年5月，捐赠500万元人民币予浙江大学，资助浙大学生开展国际交流活动[5]。
- 2013年，捐赠100万港元予复旦大学，设立“复旦北碚校友基金”[4]。
- 2013年，捐赠50万元予复旦大学，设立“复旦大学医学发展公益基金”研究乙肝防治[4]。
- 2013年12月，捐赠200万港元予香港公开大学[7]。
- 2015年，捐赠1亿港元予香港大学，促成香港大学与瑞典卡罗琳斯卡医学院合建干细胞研究中心[8]。
- 2015年3月，捐款1億元港幣資助香港城市大學動物醫學院，設立「李達三葉耀珍動物醫學發展基金」[9]。香港城市大學將學術樓（二）命名為「李達三葉耀珍學術樓」。[10]
- 2015年5月，捐赠1.1亿元人民币予复旦大学，设立「李达三叶耀珍管理教育发展基金」，是复旦大学历史上最高个人捐款[4]。
- 2015年，捐赠2000万元人民币予宁波诺丁汉大学[6]。
- 2015年6月，捐赠1亿元人民币予浙江大学。用于建设浙江大学再生医学研究中心[5]。
- 2015年6月，捐赠1亿港元予香港中文大学，支持香港中医药研究发展[11]。
- 2015年12月15日，捐赠香港三大高校（香港大学、香港中文大学、香港科技大学）三亿港元[12]。
- 2015年12月21日，捐赠宁波大学一亿人民币[13]。
- 2016年1月13日，捐资3000万助宁波体育事业[14]。
- 2016年2月，捐资1亿元助宁波大学海洋科学发展[15]。

## 荣誉
- 1995年，获宁波市人大常委会授予的“宁波市荣誉市民”称号。
- 1996年5月，获得上海市政府最高奖白玉兰奖。
- 浙江省“爱乡楷模”。
- 1996年10月19日，中国科学院紫金山天文台于在南京举行典礼，命名的3812号小行星为“李达三星”。
- 1999年，获选香港大学荣誉院士[16]。
- 2008年，获得英国诺丁汉大学荣誉博士学位[6]。
- 2011年11月，获得复旦大学授予的名誉博士学位[17]。
- 2015年7月1日，獲香港特區政府頒授特區最高榮譽的大紫荊勳章。
- 2015年10月，获聘中国浙江大学首位校董[18]。

## 家庭
- 葉耀珍：李达三妻子，2023年9月23日去世。[19]
- 李本俊：李达三之孫，寧波市政協常委。[20]